# Georges II de Brzeg
Pour les articles homonymes, voir Georges II.
Georges II de Brzeg  (Jerzy II brzeski ou Jerzy II Wspaniały en polonais et en allemand Georg II. der Schwarze) né à Lignitz le 18 juillet 1523 – † Brzeg le 7 mai 1586), est un Duc de Brzeg de 1547 à sa mort.

## Biographie
Georges est le second fils de Frédéric II, duc de Legnica-Brzeg et de sa seconde épouse Sophie de Brandebourg-Ansbach-Culmbach, fille de Frédéric II de Brandebourg-Ansbach.
Après la mort de son père en 1547, Georges II hérite du  duché de Brzeg ce qui inclut les villes de Oława, Strzelin, Niemcza, Kluczbork, Byczyna, Wołów et Ścinawa. L'année suivante la mort prématuré de son parent Henri II de Poděbrady, fait de lui le régent du duché d'Oleśnica  pour le compte de ses fils Henri III et Charles II jusqu'en 1569.
Trois ans plus tard en 1551, l'insubordination de son frère ainé Frédéric III de Legnica entraine sa déposition par l'empereur Charles Quint et la nomination de son fils ainé encore enfant  Henri XI de Legnica comme nouveau duc de Legnica. Georges II devient là encore le régent du duché pour le compte de son neveu conjointement avec  le Prince-évêque de Breslau Balthasar von Promnitz, jusqu'en 1556, quand Frédéric III réussit à revenir et à reprendre le pouvoir à Legnica.
Bien que luthérien il réussit pendant tout son règne à maintenir de bonnes relations avec les Habsbourgs  et il est envoyé par l'Empereur effectuer des missions diplomatiques. En 1548, George II prend part au couronnement de l'empereur Maximilien II du Saint-Empire à Prague et à Bratislava comme héritier du royaume de Bohême et de celui de Hongrie. Il utilise l'armée de Brzeg pour maintenir l'ordre dans son Duché.
Georges II  veille par ailleurs à l'agrandissement de sa résidence principale de Brzeg où il fait bâtir le magnifique  palais de style Renaissance qui sera plus tard détruit par Frédéric II de Prusse pendant le siège de Brzeg. Comme luthérien il adhère totalement aux réformes entreprises par son père. Il est également à l'origine de la construction du  Gymnasium de Brzeg (1564–1569) et après l'incendie qui ravage la ville en 1569, du nouvel Hôtel de Ville et les tours de l'église Saint-Nicolas.
À sa mort le 7 mai 1586 ses fils reçoivent la totalité de son héritage à l'exception de Brzeg qui est conservé à titre de douaire par sa veuve jusqu'à sa mort.

## Union et postérité
Georges II épouse à  Berlin le 15 février 1545, Barbara de Brandeboug, fille de l'électeur Joachim II Hector de Brandebourg. Ils ont sept enfants:
- Barbara (née 24 septembre 1548 – † 29 septembre 1565).
- Joachim-Frédéric
- Jean-Georges .
- Sophie (née 19 novembre 1556 – † 24 aout 1594).
- Magdeleine (née 14 octobre 1560 – † 2 février 1562).
- une fille anonyme (née et † 6 avril 1561).
- Elisabeth Magdeleine (née Brzeg, 17 novembre 1562 - † Oels, 1er février 1630), épouse le 1er octobre 1585 Charles II de Poděbrady, duc de Münsterberg-Oels  c'est-à-dire de Ziębice et Oleśnica en polonais.

## Sources
- (en) Cet article est partiellement ou en totalité issu de l’article de Wikipédia en anglais intitulé « George II of Brieg » (voir la liste des auteurs), édition du 2 juillet 2014.
- (en) & (de) Peter Truhart, Regents of Nations, K. G Saur Münich, 1984-1988 (ISBN 359810491X), Art. « Liegnitz (Pol. Legnica) + Goldberg », p.  2451-2452.
- (de) Europäische Stammtafeln Vittorio Klostermann, Gmbh, Francfort-sur-le-Main, 2004  (ISBN 3465032926),  Die Herzoge von Schlesien, in Liegnitz 1352-1596, und in Brieg 1532-1586 des Stammes der Piasten  Volume III Tafel 10.